# Autobus parisiens et la Shoah
Les autobus parisiens de la Société des transports en commun de la région parisienne (STCRP) ont été largement utilisés dans le processus d'arrestation et de déportation des Juifs en France durant la Seconde Guerre mondiale.

## Histoire

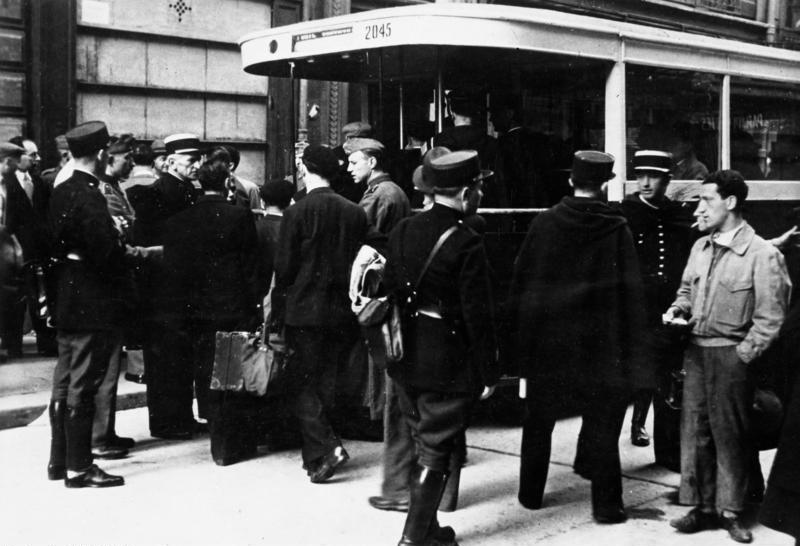
Arrestation de Juifs à Paris par des policiers français le 20 août 1941.

Les bus de la STRCP ont méthodiquement participé aux rafles des Juifs, à leur transport à Drancy, puis de Drancy aux gares de banlieue d’où ils étaient envoyés dans les camps d’extermination ou de concentration,,,,,.
Une cinquantaine d'autobus participent à la Rafle du Vélodrome d'Hiver. Il y a de plus, dix autocars aux vitres grillagées pour les « récalcitrants ».
Les archives de la Régie autonome des transports parisiens (RATP) montrent que le changement de nom de STCRP en RATP en 1949 devait surtout permettre de faire oublier l’ancienne, trop associée à la collaboration.
Les arrestations de Juifs en France commencent dès 1940 pour des personnes individuelles, et massivement en 1941. La première rafle a lieu le 14 mai 1941. Les Juifs arrêtés, hommes et étrangers, sont internés dans les premiers camps de transit : le camp de Pithiviers et celui de Beaune-la-Rolande dans le Loiret (3 747 hommes). La deuxième rafle, les 20-21 août 1941, concerne 4 232 hommes français et étrangers, qui sont conduits au camp de Drancy.
La déportation des Juifs commence le 27 mars 1942, date de départ de Paris pour Auschwitz du premier convoi. Elles visent également les femmes et les enfants à compter de la rafle du Vel d'Hiv des 16 et 17 juillet 1942, durant laquelle 13 000 Juifs sont arrêtés par la police française. En zone occupée, l'administration et la police françaises sont en effet sous l'autorité allemande. Elles appliquent donc les ordonnances allemandes prises contre les Juifs et livrent en 1942 aux Allemands les Juifs étrangers des camps d'internement. Elles contribuent également à envoyer plusieurs dizaines de milliers d'entre eux à la mort dans les camps d'extermination via le camp de Drancy.